# LP (Sängerin)

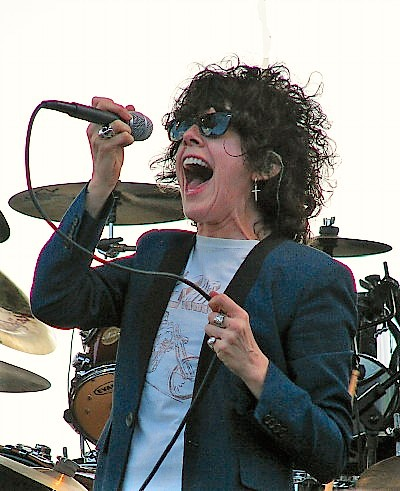
LP (2014)

LP (* 18. März 1968 (nach anderen Quellen 1981) in Huntington, New York als Laura Pergolizzi) ist eine US-amerikanische Sängerin und Songschreiberin.

## Leben und Karriere
Laura A. Pergolizzi wurde in Huntington auf Long Island als zweites Kind des Anwalts Richard Pergolizzi und der Opernsängerin Marie Pergolizzi (1986 verstorben) geboren; sie ist italienischer und irischer Abstammung. Ihr älterer Bruder Richard Pergolizzi ist ein Radiologe in Fairfax, Virginia. Sie besuchte die Walt Whitman High School in Huntington, dann die Universität Albany, und zog, nachdem sie in Englischer Literatur graduierte, nach London. Dort traf sie ihre Freundin Alicia Godsberg, mit der sie ab 1991 Songs komponiert hatte.
Beide zogen nach New York zurück und gründeten 1995 eine Band namens Lionfish, bezogen auf beider Sternzeichen (Löwe und Fische). Too Much Love, die erste Lionfish-CD, wurde 1997 veröffentlicht. In dieser Zeit jobbte LP in Bars und Restaurants und nahm Gesangsunterricht. David Lowery buchte sie als Backing-Sänger auf dem 1998 erschienenen Album Gentleman’s Blues und nahm sie mit auf eine Tour seiner Band, woraufhin sie ihre Band Lionfish verließ.

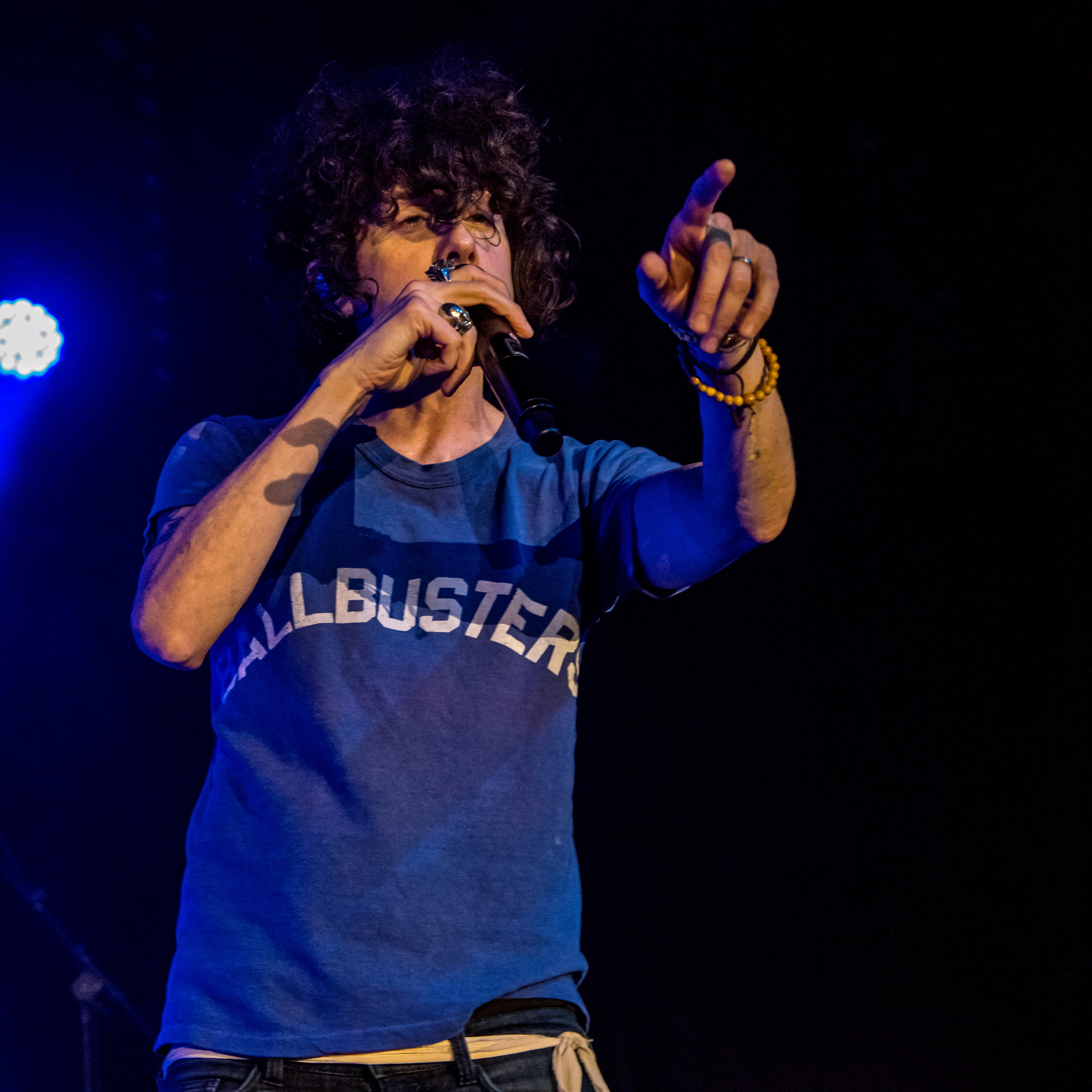
LP auf dem ZMF 2018 in Freiburg

Lowery hatte auch Anteil an der Produktion ihres ersten Studioalbums Heart Shaped Scar, das 2001 über Koch Records erschien. 2004 folgte das Album Suburban Sprawl & Alcohol, das sie mit der Produzentin und Komponistin Linda Perry (ex-4 Non Blondes) erarbeitete. Das Lied Wasted wurde einige Jahre später als Titellied für die Staffeln 2 und 3 der Fernsehserie South of Nowhere auf TeenNick verwendet. Auch die MTV-Serie The Hills verwendete mit Damage Is Done ein Lied von dem Album.
2006 besuchte LP die Musikmesse South by Southwest (SXSW), wo verschiedene Plattenfirmen ihr Interesse bekundeten und ein regelrechter Bieterkrieg entstand. Schließlich unterschrieb sie bei der Def Jam Music Group, wo sie allerdings nur wenige Monate blieb. Nach künstlerischen Differenzen wechselte sie 2007 zu SoBe Entertainment. Das Lied Love Will Keep You Up All Night, das sie zusammen mit Billy Mann geschrieben hatte, wurde auf dem Album Unbreakable der wiedervereinigten Backstreet Boys verwendet. 2009 begann LP für verschiedene Künstler als Songwriter tätig zu werden. Insbesondere auf dem Album Superficial von Heidi Montag stammen mehrere Songs, darunter die Single More Is More, aus ihrer Feder. Weitere Künstler, für die sie tätig war, waren Cathy Dennos und Erik Hassle.
2010 zog LP nach Los Angeles und unterschrieb bei RedOne. Für Rihannas fünftes Studioalbum schrieb sie die Hitsingle Cheers (Drink to That). Außerdem war sie Co-Autorin von Christina Aguileras Top-Hit Beautiful People aus dem Soundtrack zum Film Burlesque. 2011 war sie für den The-Voice-Finalisten Vicci Martinez tätig. Sie schrieb das Lied Afraid to Sleep. Ihr eigener Song Into the Wild wurde im September 2011 für einen Werbespot der Citibank verwendet und machte die Künstlerin auch einem Mainstream-Publikum bekannt.
2012 unterschrieb sie bei Warner Bros Records. Es folgte 2012 ihre EP Into the Wild: Live at the EastWest Studios. 2012 wurde sie „Artist of the Week“ in der Modezeitschrift Vogue. Zudem veröffentlichte sie eine Reihe von Coverversionen auf Video. Diese entstanden unter dem Titel The Ukulele Sessions auf YouTube.
Am 3. Juni 2014 erschien ihr drittes Album Forever for Now, auf dem sie unter anderem mit Billy Steinberg zusammenarbeitete. Produzent war Rob Cavallo, der bereits mit Green Day und My Chemical Romance zusammenarbeitete. Das Album erreichte Platz 132 der Billboard 200 und war damit ihr erster Charterfolg.
2016 erschien ihre Single Lost on You, die der Sängerin zum internationalen Durchbruch verhalf. Außerdem sang sie 2016 den Song Back Where I Belong des schwedischen Musikproduzenten und DJs Avicii und Otto Knows.
Laura Pergolizzi ist mit Lauren Ruth Ward verlobt, die sie ganz am Ende des offiziellen Videoclips zu Lost on You küsst. Lauren Ruth Ward ist auch in den Videos zu Tightrope, Other People und When We Are High zu sehen.

## Musikstil
LP spielt Indie-Rock mit Einflüssen aus dem Pop. Sie konzentriert sich auf ihren ersten Alben auf Ukulele und Stimme, eingespannt in eine an Bob Dylan erinnernde Musik. Obwohl sie songwriterisch im Mainstream-Pop und im Contemporary R&B tätig ist, fand man derlei Einflüsse in ihren eigenen Liedern selten. Erst mit ihrem Album Forever for Now finden sich einige Anklänge an den Pop, insbesondere durch die Produktion von Cavallo. So sind einige Lieder mit Dance Beats unterlegt, während ihr Gesang allerdings weiterhin eher in Richtung von Singer-Songwriter der 1970er Jahre geht und dezent an Van Morrison und Tim Buckley erinnert. Der Song Lost on You bricht jedoch mit diesen Charakteristiken.

## Diskografie

### Alben
| Jahr | Titel Musiklabel                                       | Höchstplatzierung, Gesamtwochen, AuszeichnungChartplatzierungen (Jahr, Titel, Musiklabel, Platzierungen, Wochen, Auszeichnungen, Anmerkungen) | Höchstplatzierung, Gesamtwochen, AuszeichnungChartplatzierungen (Jahr, Titel, Musiklabel, Platzierungen, Wochen, Auszeichnungen, Anmerkungen) | Höchstplatzierung, Gesamtwochen, AuszeichnungChartplatzierungen (Jahr, Titel, Musiklabel, Platzierungen, Wochen, Auszeichnungen, Anmerkungen) | Höchstplatzierung, Gesamtwochen, AuszeichnungChartplatzierungen (Jahr, Titel, Musiklabel, Platzierungen, Wochen, Auszeichnungen, Anmerkungen) | Höchstplatzierung, Gesamtwochen, AuszeichnungChartplatzierungen (Jahr, Titel, Musiklabel, Platzierungen, Wochen, Auszeichnungen, Anmerkungen) | Anmerkungen                                                |
| Jahr | Titel Musiklabel                                       | DE | AT | CH | UK | US | Anmerkungen                                                |
| ---- | ------------------------------------------------------ | --- | --- | --- | --- | --- | ---------------------------------------------------------- |
| 2001 | Heart-Shaped Scar Koch Records                         | — | — | — | — | — | Erstveröffentlichung: 24. Juli 2001                        |
| 2004 | Suburban Sprawl and Alcohol Light Switch Records       | — | — | — | — | — | Erstveröffentlichung: 29. Juni 2004                        |
| 2014 | Forever For Now Warner Music                           | — | — | — | — | US132 (1 Wo.)US | Erstveröffentlichung: 2. Juni 2014                         |
| 2016 | Lost on You BMG Rights Management                      | DE50 (7 Wo.)DE | AT34 (7 Wo.)AT | CH7 (34 Wo.)CH | UK17 (2 Wo.)UK | — | Erstveröffentlichung: 9. Dezember 2016 Verkäufe: + 290.000 |
| 2018 | Heart to Mouth BMG Rights Management                   | — | — | CH22 (6 Wo.)CH | — | — | Erstveröffentlichung: 7. Dezember 2018 Verkäufe: + 10.000  |
| 2021 | Churches Pias Recordings                               | — | — | CH33 (1 Wo.)CH | — | — | Erstveröffentlichung: 3. Dezember 2021                     |
| 2023 | Love Lines Ukerazy Productions / BMG Rights Management | — | — | CH26 (1 Wo.)CH | — | — | Erstveröffentlichung: 29. September 2023                   |

### EPs
| Jahr | Titel Musiklabel                                     | Höchstplatzierung, Gesamtwochen, AuszeichnungChartplatzierungen (Jahr, Titel, Musiklabel, Platzierungen, Wochen, Auszeichnungen, Anmerkungen) | Höchstplatzierung, Gesamtwochen, AuszeichnungChartplatzierungen (Jahr, Titel, Musiklabel, Platzierungen, Wochen, Auszeichnungen, Anmerkungen) | Höchstplatzierung, Gesamtwochen, AuszeichnungChartplatzierungen (Jahr, Titel, Musiklabel, Platzierungen, Wochen, Auszeichnungen, Anmerkungen) | Höchstplatzierung, Gesamtwochen, AuszeichnungChartplatzierungen (Jahr, Titel, Musiklabel, Platzierungen, Wochen, Auszeichnungen, Anmerkungen) | Höchstplatzierung, Gesamtwochen, AuszeichnungChartplatzierungen (Jahr, Titel, Musiklabel, Platzierungen, Wochen, Auszeichnungen, Anmerkungen) | Anmerkungen                                            |
| Jahr | Titel Musiklabel                                     | DE | AT | CH | UK | US | Anmerkungen                                            |
| ---- | ---------------------------------------------------- | --- | --- | --- | --- | --- | ------------------------------------------------------ |
| 2012 | Into the Wild: Live at EastWest Studios Warner Music | — | — | — | — | — | Erstveröffentlichung: 24. April 2012                   |
| 2012 | Spotify Sessions Warner Music                        | — | — | — | — | — | Erstveröffentlichung: 2. Oktober 2012                  |
| 2016 | Death Valley Vagrant Records                         | — | — | CH41 (7 Wo.)CH | — | — | Erstveröffentlichung: 17. Juni 2016 Verkäufe: + 10.000 |

### Singles
| Jahr | Titel Album | Höchstplatzierung, Gesamtwochen, AuszeichnungChartplatzierungen (Jahr, Titel, Album, Platzierungen, Wochen, Auszeichnungen, Anmerkungen) | Höchstplatzierung, Gesamtwochen, AuszeichnungChartplatzierungen (Jahr, Titel, Album, Platzierungen, Wochen, Auszeichnungen, Anmerkungen) | Höchstplatzierung, Gesamtwochen, AuszeichnungChartplatzierungen (Jahr, Titel, Album, Platzierungen, Wochen, Auszeichnungen, Anmerkungen) | Höchstplatzierung, Gesamtwochen, AuszeichnungChartplatzierungen (Jahr, Titel, Album, Platzierungen, Wochen, Auszeichnungen, Anmerkungen) | Höchstplatzierung, Gesamtwochen, AuszeichnungChartplatzierungen (Jahr, Titel, Album, Platzierungen, Wochen, Auszeichnungen, Anmerkungen) | Anmerkungen                                                   |
| Jahr | Titel Album | DE | AT | CH | UK | US | Anmerkungen                                                   |
| ---- | ----------- | --- | --- | --- | --- | --- | ------------------------------------------------------------- |
| 2015 | Lost on You | DE42 Gold · (15 Wo.)DE | AT4 Gold · (17 Wo.)AT | CH5 Platin · (39 Wo.)CH | UK— SilberUK | — | Erstveröffentlichung: 20. November 2015 Verkäufe: + 1.229.333 |

Weitere Singles
- 2012: Into the Wild
- 2014: Night Like This
- 2014: Someday
- 2015: Muddy Waters
- 2016: Other People
- 2018: N’oublie pas (mit Mylène Farmer)
- 2018: Girls Go Wild
- 2018: Recovery

### Songwriting
| Jahr | Titel                             | Künstler                     | Album                                         | Label              |
| ---- | --------------------------------- | ---------------------------- | --------------------------------------------- | ------------------ |
| 2007 | Love Will Keep You Up All Night   | Backstreet Boys              | Unbreakable                                   | Jive               |
| 2010 | Standing Where You Left Me        | Erik Hassle                  | Taken EP                                      | Roxy/EMI/Universal |
| 2010 | More Is More                      | Heidi Montag                 | Superficial                                   | Warner Bros.       |
| 2010 | Twisted                           | Heidi Montag                 | Superficial                                   | Warner Bros.       |
| 2010 | Hey Boy                           | Heidi Montag                 | Superficial                                   | Warner Bros.       |
| 2010 | Love It or Leave It               | Heidi Montag                 | Superficial                                   | Warner Bros.       |
| 2010 | Beautiful People                  | Christina Aguilera           | Burlesque: Original Motion Picture Soundtrack | RCA Records        |
| 2011 | Cheers (Drink to That)            | Rihanna                      | Loud                                          | Island Def Jam     |
| 2011 | You Don’t Get to Know             | Hitomi                       |                                               | Avex/Japan         |
| 2011 | Waiting Outside the Lines (Remix) | Greyson Chance feat. Charice |                                               | Geffen             |
| 2011 | Afraid to Sleep                   | Vicci Martinez (The Voice)   |                                               | Universal Republic |
| 2011 | I’m Still Hot                     | Luciana                      |                                               | Violent Lips       |
| 2012 | Happening                         | Chiddy Bang                  |                                               | EMI Records        |
| 2012 | Hi-Roller Baby                    | Joe Walsh                    | Analog Man                                    | Concord Music      |
| 2012 | Shine Ya Light                    | Rita Ora                     | Ora                                           | Roc Nation         |
| 2012 | Lolita                            | The Veronicas                |                                               | Sire Records       |
| 2012 | Fingerprint                       | Leona Lewis                  | Glassheart                                    | Sony Music         |
| 2013 | Red                               | Cher                         | Closer to the Truth                           | Warner Bros.       |
| 2013 | Pride                             | Cher                         | Closer to the Truth                           | Warner Bros.       |
| 2014 | Tidal Wave                        | Karmin                       | Pulses                                        | Epic               |
| 2014 | Human                             | Cher Lloyd                   | Sorry I’m Late                                | Epic               |
| 2014 | Line of Fire                      | The Veronicas                | The Veronicas                                 | Sony Music         |
| 2015 | Mirror Man                        | Ella Henderson               | Chapter One                                   | Syco               |

## Auszeichnungen für Musikverkäufe
| Goldene Schallplatte - Australien - 2012: für die Autorenbeteiligung Lolita (The Veronicas) - Belgien - 2016: für die Single Lost on You - Dänemark - 2023: für die Single Lost on You - Italien - 2019: für die Single Girls Go Wild - Polen - 2017: für das Album Death Valley - 2019: für die Single Girls Go Wild - 2019: für das Album Heart to Mouth - Portugal - 2022: für die Single Lost on You - Vereinigtes Königreich - 2023: für die Autorenbeteiligung Cheers (Drink to That) (Rihanna) Platin-Schallplatte - Brasilien - 2023: für die Single Girls Go Wild - Griechenland - 2016: für die Single Lost on You - Italien - 2017: für die Single Other People - 2018: für das Album Lost on You - Neuseeland - 2011: für die Autorenbeteiligung Cheers (Drink to That) (Rihanna) - Norwegen - 2021: für die Single Lost on You - Polen - 2016: für die Single Lost on You - Schweden - 2021: für die Single Lost on You | 2× Platin-Schallplatte - Frankreich - 2021: für das Album Lost on You - Polen - 2020: für das Album Lost on You - Spanien - 2021: für das Album Lost on You - Vereinigte Staaten - 2015: für die Autorenbeteiligung Cheers (Drink to That) (Rihanna) 3× Platin-Schallplatte - Australien - 2015: für die Autorenbeteiligung Cheers (Drink to That) (Rihanna) - Brasilien - 2023: für die Single Lost on You 4× Platin-Schallplatte - Italien - 2016: für die Single Lost on You Diamantene Schallplatte - Frankreich - 2017: für die Single Lost on You |

Anmerkung: Auszeichnungen in Ländern aus den Charttabellen bzw. Chartboxen sind in ebendiesen zu finden.
| Land/RegionAuszeichnungen für Musikverkäufe (Land/Region, Auszeichnungen, Verkäufe, Quellen) | Silber  | Gold       | Platin       | Diamant  | Verkäufe  | Quellen                   |
| -------------------------------------------------------------------------------------------- | ------- | ---------- | ------------ | -------- | --------- | ------------------------- |
| Australien (ARIA)                                                                            | —       | Gold1      | 3× Platin3   | —        | 245.000   | aria.com.au               |
| Belgien (BRMA)                                                                               | —       | Gold1      | —            | —        | 15.000    | ultratop.be               |
| Brasilien (PMB)                                                                              | —       | —          | 4× Platin4   | —        | 160.000   | pro-musicabr.org.br       |
| Dänemark (IFPI)                                                                              | —       | Gold1      | —            | —        | 45.000    | ifpi.dk                   |
| Deutschland (BVMI)                                                                           | —       | Gold1      | —            | —        | 200.000   | musikindustrie.de         |
| Frankreich (SNEP)                                                                            | —       | —          | 2× Platin2   | Diamant1 | 433.333   | snepmusique.com           |
| Griechenland (IFPI)                                                                          | —       | —          | Platin1      | —        | 6.000     | Einzelnachweise           |
| Italien (FIMI)                                                                               | —       | Gold1      | 6× Platin6   | —        | 325.000   | fimi.it                   |
| Neuseeland (RMNZ)                                                                            | —       | —          | Platin1      | —        | 15.000    | aotearoamusiccharts.co.nz |
| Norwegen (IFPI)                                                                              | —       | —          | Platin1      | —        | 60.000    | ifpi.no                   |
| Österreich (IFPI)                                                                            | —       | Gold1      | —            | —        | 15.000    | ifpi.at                   |
| Polen (ZPAV)                                                                                 | —       | 3× Gold3   | 3× Platin3   | —        | 90.000    | olis.pl                   |
| Portugal (AFP)                                                                               | —       | Gold1      | —            | —        | 5.000     | Einzelnachweise           |
| Schweden (IFPI)                                                                              | —       | —          | Platin1      | —        | 80.000    | Einzelnachweise           |
| Schweiz (IFPI)                                                                               | —       | —          | Platin1      | —        | 30.000    | hitparade.ch              |
| Spanien (Promusicae)                                                                         | —       | —          | 2× Platin2   | —        | 80.000    | elportaldemusica.es       |
| Vereinigte Staaten (RIAA)                                                                    | —       | —          | 2× Platin2   | —        | 2.000.000 | riaa.com                  |
| Vereinigtes Königreich (BPI)                                                                 | Silber1 | Gold1      | —            | —        | 600.000   | bpi.co.uk                 |
| Insgesamt                                                                                    | Silber1 | 11× Gold11 | 27× Platin27 | Diamant1 |           |                           |